# ひまわり (ぶらんくのーと)
『ひまわり hi・ma・wa・ri』は、日本の同人サークル・ぶらんくのーとが製作した同人ゲーム（自主規制により18歳未満販売禁止）。また、そのゲームを原作とする漫画・ドラマCD。2006年12月のコミックマーケット71で体験版を公開後、2007年12月31日にコミックマーケット73で完成版が頒布された。2008年1月31日におまけシナリオが追加される「追加・修正パッチ (ver1.10)」が配布される（店舗販売品はver1.10以降のいずれかのパッチがあてられている）。
2002年にRegripsより発売された同名のアダルトゲーム「ひまわり」とは一切、無関係である。

## 概要
同人ゲーム版の物語は大まかに2つのストーリーに分かれており、2050年編は3月20日から4月2日までの日々を日向陽一の視点で、2048年編は7月31日から8月23日までの日々をアクアの視点で進行する。2050年編は繰り返し遊ぶことを前提とされており、最初は特定のエンディングに到達する。また2048年編は前述の2050年編のエンディングに到達することでストーリーを読むことが可能となる。
ストーリーの主軸にはかぐや計画を初めとする宇宙開発の物語があり、宇宙ステーションが舞台となるストーリーがある。またストーリーには未知のウイルス「ルナウィルス」が大きく絡んでいる。
舞台となる宮浦の町はヒマワリが名産であり、物語の随所でヒマワリやヒマワリに絡む表現や演出が描かれる。
2010年4月22日に角川書店×HOBIBOXよりPlayStation Portableへの移植版『ひまわり -Pebble in the Sky- Portable』の発売がされた。登場人物に音声がついたほか、外伝小説「こもれび」「かげろう」を収録している。また、DXパックにはPlayStation 2版『ひまわり -Pebble in the Sky-』が付属していたが、こちらの単体発売はない。
2015年8月27日にプロトタイプよりPlayStation Vitaへの移植版『ひまわり -Pebble in the Sky-』が発売された。

### アプリ版
当初2050年編と2048年編はエピソードごとに分けた別のアプリで配信されていたが、ひまわり全章統合版としてリリースした。
全章統合版では、前述の「こもれび」「かげろう」をアプリ内のメニューから購入することができる。(ブックストアへ遷移)
また、全章統合版の全てのシナリオをクリアした人を対象として、アクアルートの後日談やミニゲームなどを収録した「ひまわりアクアアフター」も配信されている。
全章統合版は無料でインストールできるが、ひまわりアクアアフターは610円(2019年現在)。

## ストーリー
日向陽一は2年前に起こった高々度旅客機 SA-DAN080型の墜落事故で奇跡的に救助され、一命を取り留める。同じ便に乗っていた両親は帰らぬ人となり、また陽一自身も過去の記憶を失った。
春休み、高校で宇宙部の仲間と共にロケット開発に没頭する陽一の前にUFOが墜落して来る。そのUFOに乗っていたアリエスと名乗る少女は記憶を失っており、仕方無く陽一の家で一緒に暮らすことにするが、アリエスとの同棲生活を通じて2年前の事故に関する記憶を失っていた陽一の心境に変化が生じ始める。

## 登場人物
声はドラマCD・PSP版のキャスト（原作ゲームは音声なし）。
日向 陽一（ひなた よういち）
声：保志総一朗
2050年編の主人公。高校1年生、山羊座の生まれ。2年前の事故で事故以前の記憶を失いつつも、所属部活である宇宙部部長の銀河とともに月に到達するロケット開発に勤しむ日々をすごしている。
晴れた夜は実家の屋根に上がって空を見上げる習慣がある。自室の天井には冬の夜空に似せて蛍光シールを貼っている。毎日の目覚めの前に、少しずつ過去のことを夢として見る。
SA-DAN080型墜落現場に作られた記念公園でアリエスを助けたことから、過去から始まる様々な事件に関わることになる。
アリエス
声：野中藍
ヒロインの一人。白髪と赤い瞳をした、おひつじ座の名前を持つ少女。
空から宇宙船の帰還カプセルを彷彿させる人工物に乗って記念公園に墜落してくる。陽一と銀河の手により助け出された際には陽一と自らの名前以外を忘れていた。陽一の従妹という名目で日向家に居候する。
手先が器用で物覚えがよく、明香に代わり日向家の家事全般をこなすことになる。
記憶を失っても優秀なプログラマであり、宇宙部の開発するロケットの航行プログラムやプラネタリウムを動かすプログラムを作成する。また所以不明の傷を癒す能力を持つ。
ヒマワリのタネが大好物である。
アクア
声：田村ゆかり
ヒロインの一人であり、2048年編の主人公。黒髪と赤い瞳をした、みずがめ座の名を持つ少女。
明香の従妹として陽一たちに接近し、アリエスを見守る。
西園寺 明香（さいおんじ あすか）
声：川澄綾子
ヒロインの一人。西園寺明の娘。高校1年生、乙女座の生まれ。
2年前の事故で陽一が入院した病院で友人となり、陽一が高校入学を機に宮浦に戻った際に改めて友人として付き合う。
頻繁に日向家に来訪しては、陽一の代わりに家事全般をこなす。陽一は明香の料理の腕を高く評価している。
雨宮 銀河（あまみや ぎんが）
声：小西克幸
高校2年生。宇宙部部長として、陽一とともに日々ロケット開発に勤しむ。サングラスを掛け、あごひげを生やしている。私服のほとんどは迷彩柄で統一されており、私服の際は違法に改造されたおもちゃのマシンガンを携行している。
母親と妹・秋桜（こすもす、声：福圓美里）の3人暮らし。宇宙飛行士だった父・大吾は2年前に死亡している。
「これは部活である！」を口癖としている。
雨宮 大吾（あまみや だいご）
声：藤原啓治
20年前のかぐや計画で唯一月の裏側に降り立った人間。とにかく型破りで行動力にあふれた人物だった。
西園寺 明（さいおんじ あきら）
声：真殿光昭
西園寺グループの総帥であり、宇宙開発部の部長を肩書きに持つ。部長と呼ばれることを好んでいる。
普段から非常に目つきが悪いため、周囲の人々から様々な誤解を受けているが、他人から夢物語と思われるものを信念をして持っており、実現のために様々な努力をしている。
一方で、多忙ゆえに家に帰ってくることが少なく、実娘とは関係が疎遠になっている。
日向 宗一郎（ひなた そういちろう）
声：江原正士
大学で遺伝学を教えていた教授。酒仙であり、自宅やひまわりの研究室にワインセラーを用意している。
星乃 明香里（ほしの あかり）
声：柚木涼香
明と大吾とは、大学の同期だった女性。3人で宇宙を目指していた。
日向 葵（ひなた あおい）
声：高橋美佳子
陽一の失われた記憶に断片的に残る謎の少女。
ジョニー / 星乃 丈治（ほしの じょうじ）
声：秋元羊介
西園寺家にいる初老の執事。明香を溺愛しており、明香に近づく陽一に辛辣な言葉を投げかける。

## 同人誌
以下の別エピソード2編が、ぶらんくのーとより小説形態で発表されている。PSP版には両編とも収録されている。
こもれび himawari/Episode Zero - the sunny garden -
かげろう another side of himawari / episode 2 - the gloryous sky -

## 漫画化作品
以下の2種類の漫画化作品が連載されている。

### スクウェア・エニックス版
『月刊ガンガンJOKER』2009年5月号（創刊号）から2012年7月号まで連載。作画は檜山大輔。ストーリーは原作をほぼ踏襲している。
ひまわり
1. 2010年2月22日初版 ISBN 978-4-7575-2808-6
2. 2010年2月22日初版 ISBN 978-4-7575-2809-3
3. 2010年8月21日初版 ISBN 978-4-7575-2977-9
4. 2011年2月22日初版 ISBN 978-4-7575-3145-1

ひまわり 2nd episode
1. 2011年9月22日初版 ISBN 978-4-7575-3373-8
2. 2012年3月22日初版 ISBN 978-4-7575-3534-3
3. 2012年7月21日初版 ISBN 978-4-7575-3671-5

### ひまわり -the Door into Summer-
『月刊コンプエース』（角川書店）2009年12月号から2010年7月号まで連載。作画は森崎くるみ。
1. 2010年4月26日発売 ISBN 978-4-04-715444-5
2. 2010年6月26日発売 ISBN 978-4-04-715471-1

## ドラマCD
2008年12月にHOBiRECORDSよりドラマCDの制作が発表された。2010年1月より順次発売を予定されている。正式発売に先立ち、2009年12月のコミックマーケット77においてアリエス編が先行発売された。
- 第一章 アリエス 前編 HBDC-060 / 後編 HBDC-061